# Pupalia brachystachys
Pupalia brachystachys är en amarantväxtart som beskrevs av Albert Peter. Pupalia brachystachys ingår i släktet Pupalia och familjen amarantväxter. Inga underarter finns listade i Catalogue of Life.